# Paraxerus cepapi
La ardilla africana de matorral o ardilla de matorral de Smith (Paraxerus cepapi) es una especie de roedor de la familia Sciuridae. Vive en Angola, Botsuana, la República Democrática del Congo, Malaui, Mozambique, Namibia, Sudáfrica, Tanzania, Zambia y Zimbabue. Se trata de un animal arborícola y su hábitat natural son las sabanas boscosas, particularmente donde hay mopanes, acacias y biomas mixtos. Se cree que no hay ninguna amenaza significativa para la supervivencia de esta especie.
La especie fue denominada en honor del zoólogo británico Andrew Smith.